# Segnos

Mapa de los pueblos galos.

Los segnos (en latín, Segni) fueron un pequeño pueblo celta del noreste de la Galia (Galia Bélgica según la terminología de los romanos), en el territorio situado en las proximidades del río Ourthe. Tenían como principales vecinos a los condrusos, los eburones y los tréveros. Se los conoce por la mención que hace de ellos César junto con los condrusos, quien los sitúa entre los eburones y los tréveros. Se refiere a ellos en los Comentarios a la guerra de las Galias, Libro VI, 32, dentro del marco de la resistencia de Ambiorix, contándolos entre los germanos y diciendo que enviaron una embajada a Julio César para que no les contase entre sus enemigos, a lo que César les respondió que si le entregaban los eburones que hubiesen huido a su territorio, no los tendría por enemigos y no los invadiría.
Una ciudad moderna llamada Sinei o Signei, en la comarca de Condroz al lado de Namur, derivaría su nombre de esta tribu. Numerosos historiadores piensan que la pequeña ciudad de "Sougné", en Bélgica, era la capital de los segnos.